# کیت میلت
کِیت میلِت (به انگلیسی: Kate Millett) (۱۴ سپتامبر ۱۹۳۴ – ۶ سپتامبر ۲۰۱۷) مجسمه‌ساز، نویسنده و فیلمساز فمینیست آمریکایی بود.

## زندگی
کیت میلت در دانشگاه‌های مینه‌سوتا و آکسفورد تحصیل کرد و در بازگشت به نیویورک به مجسمه‌سازی مشغول شد. سپس به ژاپن رفت و مدتی آنجا اقامت گزید (۱۹۶۱–۱۹۶۳). در همین زمان نخستین نمایشگاه مجسمه‌سازی خود را برپا کرد. او در ۱۹۶۳ با فومیو یاشیما، مجسمه‌ساز ژاپنی ازدواج کرد و هر دو به آمریکا رفتند.
کیت میلت در آمریکا به تدریس در کالج بارنارد پرداخت و در همان زمان با جنبش زنان همراه شد و یکی از بنیانگذاران سازمان ملی زنان در این کشور شد.
او نخستین کتابش را با نام سیاست‌ورزی جنسی (به انگلیسی: Sexual Plitics) که در اصل رساله دکترایش بود در ۱۹۶۹ منتشر کرد. این کتاب نقطه عطفی در جنبش فمینیستی زنان به‌شمار می‌رود. میلت مفهوم عمل سیاسی را به تمام حوزه‌ها گسترش داد. او همچنین مفهوم مردسالاری را در حوزه نقد ادبی جا انداخت.
میلت در دهه ۱۹۷۰ در فعالیت‌های سیاسی زنان شرکت داشت و در سال ۱۹۷۱ نخستین فیلمش را دربارهٔ زنان ساخت. او در ۱۹۷۹ سفر کوتاهی به ایران کرد که داستان آن را در کتابش (چاپ ۱۹۸۱) نوشته‌است.
او در همین دوران، مجسمه‌سازی را نیز ادامه می‌داد و نمایشگاه‌های مختلفی برگزار کرد. او در کتابش، The Loony Bin Trip - ۱۹۹۰ شرح فشار روانی کارش را که مدتی او را در بستر انداخت نوشته‌است.

## آثار

### فیلم‌شناسی
- گلی برای سیمون دوبووار (۲۰۰۷)
- یوکو اونو واقعی (۲۰۰۱) (تلویزیونی)
- دختران دو بووار (۱۹۸۹) اپیزود تلویزیونی
- یک داستان غیرعاشقانه: فیلمی دربارهٔ پورنوگرافی(۱۹۸۱)
- تهیه‌کننده سه زندگی (۱۹۷۱)[۳]